# Élina Solomon
Élina Solomon, née le 26 juin 2009 en France, est une actrice et vidéaste web française. Elle est la sœur cadette de Lévanah Solomon, une actrice, chanteuse et vidéaste web française.
Elle apparaît pour la première fois au cinéma dans le film Trois Cœurs, en 2014. Elle est notamment connue grâce à son rôle d'Emma Thévenet depuis 2019 dans la série télévisée Clem.

## Biographie

### Enfance et formation
Élina Solomon naît le 26 juin 2009 en France. Elle est originaire d'Île-de-France.
Son père est auteur-compositeur tandis que sa mère a joué dans plusieurs publicités et mettait en scène des spectacles pour enfants. Alors qu'elle a toujours baigné dans un milieu artistique, Élina Solomon décide de suivre la même voie que ses parents. 
Elle est la plus jeune fille d'une fratrie de quatre : elle a un frère aîné, Eythan, et deux grandes sœurs, Oriane et Lévanah. Cette dernière, la fille ainée de la famille Solomon, est une actrice, chanteuse et youtubeuse française. Elle est notamment connue pour son rôle dans la série Nos Chers Voisins, dans laquelle elle joue Marie-Camille Dubernet-Carton. Elle possède également une chaine YouTube qu'elle alimente avec des vidéos divertissantes, tels que des coulisses de tournages, des clips musicaux ainsi que d'autres contenus artistiques et humoristiques. Élina Solomon apparaît très régulièrement dans les vidéos de sa sœur, qui partage les coulisses de ses tournages. 
Depuis 2020 et son entrée en sixième, elle suit en ligne un enseignement à distance, lui permettant de passer des castings et d'être sur les plateaux de tournage.

### Carrière
En 2013, Élina Solomon fait ses premiers pas la télévision dans la série télévisée Les Petits Meurtres d'Agatha Christie, d'Anne Giafferi, où elle joue le rôle de Louison dans un épisode de la saison 2. En 2014, la jeune actrice découvre les plateaux de tournage du cinéma en jouant dans Le Père Noël d'Alexandre Coffre, avant de donner la réplique à Charlotte Gainsbourg et Catherine Deneuve dans Trois Cœurs de Benoît Jacquot. 
En 2017, elle décroche un rôle récurrent dans la série Agathe Koltès, de Christian Bonnet, où elle campe le rôle de Juliette Sirach pendant deux saisons. En 2018, Élina Solomon double l'actrice américaine Ava Dewhurst dans Midnight Sun de Scott Speer ; ses deux grandes sœurs, Oriane et Lévanah, participent également au doublage de ce film. En 2019, elle se fait connaître du grand public en incarnant Emma Thévenet, l'un des personnages principaux de Clem, dans la saison 9 de la série.
En 2020, elle fait partie du doublage français du film d'animation Aya et la Sorcière de Gorō Miyazaki, où elle double le personnage principal, Aya Gange.

## Filmographie
Sauf indication contraire ou complémentaire, les informations mentionnées dans cette section proviennent de la base de données IBDb.

### Cinéma

#### Longs métrages
- 2011 : La guerre est déclarée, de Valérie Donzelli : le bébé
- 2014 : Le Père Noël, d'Alexandre Coffre : la petite fille
- 2014 : Trois Cœurs, de Benoît Jacquot : la petite fille
- 2016 : Arès, de Jean-Patrick Benes : Mae

### Télévision

#### Téléfilms
- 2015 : Je suis coupable, de Christophe Lamotte : Violette Keurlire
- 2015 : Neuf jours en hiver, d'Alain Tasma : Michelle

#### Séries télévisées
- 2016 : Alice Nevers, le juge est une femme, de Noëlle Loriot : Zoé (1 épisode)
- 2017 : Les Petits Meurtres d'Agatha Christie, d'Anne Giafferi : Louison Sauvage (épisode Le Crime de Noël)
- 2017 : Joséphine, ange gardien, de Laurent Chouchan : Zoé (1 épisode)
- 2017 - 2019 : Agathe Koltès, de Christian Bonnet : Juliette Sirach (10 épisodes)
- depuis 2019 : Clem, de Pascal Fontanille : Emma Thévenet (rôle principal, 23 épisodes)

### Publicités
- 2015 : Tissaia
- 2016 : McDonald's
- 2017 : Cap Fun

### Doublage

#### Cinéma

##### Longs métrages
- 2018 : Midnight Sun, de Scott Speer : Morgan, à 7 ans

##### Films d'animations
- 2020 : Aya et la Sorcière, de Gorō Miyazaki : Aya Gange
- 2020 : Marraine ou presque, de Sharon Maguire : Mia Walsh